# Mikalai Xumau
Mikalai Xumau (en belarús: Мікалай Шумаў) o Nikolai Shumov (Moscou, Rússia, 16 de febrer de 1994) és un ciclista belarús. El 2017 es va proclamar campió nacional en ruta.

## Palmarès
- 2011
  - Vencedor d'una etapa al Giro de Basilicata
- 2014
  -  Campió de Belarús sub-23 en ruta
- 2015
  - 1r a la Coppa d'Inverno
- 2016
  -  Campió de Belarús sub-23 en ruta
- 2017
  -  Campió de Belarús en ruta
  - 1r al Trofeu Ciutat de Brescia
- 2019
  - 1r al Gran Premi Velo Alanya
  - 1r al Gran Premi Erciyes
  - Vencedor d'una etapa als Cinc anells de Moscou